# ジョエル・マッデン
ジョエル・ルーベン・マッデン (Joel Rueben Madden、1979年3月11日 - ) はアメリカ合衆国のミュージシャン。グッド・シャーロットのメンバー。
双子の兄にベンジー・マッデンがいる。